# Willi Opitz
Willi Opitz (* 25. Juli 1928 in Goddula-Vesta, Landkreis Merseburg, Provinz Sachsen, Preußen; † 20. März 2011 in Potsdam) war ein deutscher Geheimdienstler der DDR-Staatssicherheit. Er war Rektor der Hochschule des Ministeriums für Staatssicherheit.

## Leben
Der Vater von Willi Opitz war Konditor und Maurer, die Mutter Landarbeiterin. Von 1943 bis 1947 absolvierte Opitz eine Lehre zum Verwaltungsangestellten, die während des Zweiten Weltkriegs 1944 durch die Verpflichtung zum Reichsarbeitsdienst (RAD) und 1945 durch die amerikanische Kriegsgefangenschaft unterbrochen wurde.
Opitz wurde 1946 Mitglied der KPD und nach der Zwangsvereinigung von SPD und KPD zur SED SED-Mitglied. Im Jahr 1948 wurde er im Kreispolizeiamt Merseburg der Deutschen Volkspolizei und 1951 beim Ministerium für Staatssicherheit eingestellt. Er war 1951/52 in der MfS-Länderverwaltung Sachsen-Anhalt und von 1952 bis 1957 in der MfS-Objektverwaltung Wismut tätig. Hier war er zunächst in der Abteilung Politkultur bzw. der SED-Kreisleitung tätig. Opitz wurde 1954 stellvertretender Leiter der Abteilung V (Staatsapparat, Kirchen, Untergrund), 1955 der Abteilung C (Chiffrierwesen) und 1957 Leiter der MfS-Dienststelle Aue.
Ab 1959 arbeitete Opitz als Lehrer und ab 1960 als Lehrstuhlleiter an der MfS-eigenen geheimen Juristischen Hochschule Potsdam (JHS). Von 1960 bis 1964 absolvierte Opitz ein Fernstudium an der Deutschen Akademie für Staats- und Rechtswissenschaft (DASR), das er mit dem Juristischen Staatsexamen abschloss. Darauf folgte bis 1966 ein Fernstudium der Rechtswissenschaft an der Humboldt-Universität Berlin mit dem Abschluss zum Diplomjuristen.
Im Jahr 1966 wurde er Offizier im besonderen Einsatz (OibE). Von 1967 bis 1976 war er in der Zentralen Auswertungs- und Informationsgruppe (ZAIG) des MfS in verschiedenen leitenden Funktionen tätig. 1976 promovierte er zusammen mit fünf weiteren MfS-Offizieren zum Dr. jur. an der Hochschule des Ministeriums für Staatssicherheit mit einer Arbeit „Zur Rolle und dem aktuell-politischen Inhalt eines auftragsbezogenen Feindbildes in der Zusammenarbeit mit IM, zur weiteren Erhöhung ihrer operativen Wirksamkeit bei der Lösung der dem MfS von Partei und Regierung übertragenen Aufgaben. Die Kernfragen der weiteren Qualifizierung der Trefftätigkeit. Abrechenbare Effektivitätskriterien der Zusammenarbeit mit IM“. 1985 wurde er dort zum Ordentlichen Professor berufen und erhielt mit weiteren drei MfS-Offizieren seine Promotion B zum Dr. sc. jur. Thema dieser Arbeit war die „Erarbeitung der Planstellennormative für Kreis- und Objektdienststellen sowie Abteilungen und selbständigen Referaten der Bezirksverwaltungen“. Von 1985 bis Dezember 1989 arbeitete er als Rektor seiner Hochschule, die im November 1989 in „Hochschule des Amtes für Nationale Sicherheit“ umbenannt wurde. Am 4. Februar 1986 wurde er von Erich Honecker zum Generalmajor ernannt. Nach der friedlichen Revolution in der DDR wurde er im Januar 1990 entlassen.
Im Magdeburger Stasi-Postraub-Prozess rechtfertigte Opitz 1992 die Vorgehensweise der Stasi bei der Post- und Telefonüberwachung. Sie habe auf geltendem Recht beruht, das wegen der konspirativen Arbeit der Stasi nur nicht in Gesetzesblättern veröffentlicht worden sei, sagte er.
Bei der Beisetzung Erich Mielkes auf dem Zentralfriedhof Friedrichsfelde am 6. Juni 2000 hielt Opitz die Grabrede.
Die gemeinsam mit Reinhard Grimmer und Werner Irmler 2002 veröffentlichte Stasi-Rechtfertigungsschrift Die Sicherheit. Zur Abwehrarbeit des MfS. bezeichnet Lutz Rathenow als Werk des politischen Revisionismus, Karl Wilhelm Fricke als Teil des Geschichtsrevisionismus von Stasi-Kadern. Opitz war bis zu seinem Tod regelmäßiger Autor der KPD-Zeitung Die Rote Fahne. In dem Dokumentarfilm Das Ministerium für Staatssicherheit – Alltag einer Behörde wurde er gemeinsam mit acht weiteren ehemaligen Mitarbeitern des MfS interviewt. Opitz verstarb am 20. März 2011 nach langer, schwerer Krankheit in Potsdam.

## Veröffentlichungen
- Willi Opitz/Reinhard Grimmer/Werner Irmler (Hrsg.): Die Sicherheit. Zur Abwehrarbeit des MfS. edition ost, Berlin 2002, ISBN 978-3360010308.[11]

## Film
- Christian Klemke und Jan N. Lorenzen: Ministerium für Staatssicherheit - Alltag einer Behörde. Deutschland 2002, 90 Min. (mit ausführlichem Interview mit Opitz)